# Gert-Martin Greuel
Gert-Martin Greuel (16 de outubro de 1944) é um matemático alemão. Trabalha com álgebra computacional, geometria algébrica e análise complexa.

## Vida
Greuel estudou matemática e física de 1965 a 1971 na Universidade de Göttingen e no Instituto Federal de Tecnologia de Zurique. Em 1971 obteve o Diploma em Göttingen, e foi em seguida wissenschaftlicher Assistent, obtendo o doutorado em 1973, orientado por Egbert Brieskorn, com a tese Der Gauss-Manin-Zusammenhang isolierter Singularitäten von vollständigen Durchschnitten. Foi então assistente na Universidade de Bonn, onde habilitou-se em 1980. Desde 1981 é Professor da Universidade Técnica de Kaiserslautern, onde dirige desde 1993 o "Zentrum für Computeralgebra".
Em 2002 sucedeu Matthias Kreck como diretor do Instituto de Pesquisas Matemáticas de Oberwolfach.
Greuel desenvolveu com Gerhard Pfister e outros a linguagem algébrico-computacional Singular com aplicações na geometria algébrica, em especial na investigação de singularidades, uma área especializada de seu professor Brieskorn.
Em 2009 foi agraciado pela Universidade de Hanôver com o título de doutor honoris causa.
A partir de janeiro de 2012 é novo editor do Zentralblatt MATH.

## Obras
- com Reinhold Remmert, G. Rupprecht (Herausgeber.): Mathematik - Motor der Wirtschaft, Springer Verlag, 2008.
- com Gerhard Pfister: A SINGULAR Introduction to Commutative Algebra, Springer Verlag 2002, 2ª Edição 2007.
- com C. Lossen, E. Shustin: Introduction to Singularities and Deformations. Springer Verlag, 2006.
- mit Ragnar Olaf-Buchweitz The Milnor Number and Deformations of Complex Curve Singularities, Inv. Math., 58, 1980, 241-281